# Jesse Chuku
Jesse Chuku (nacido el 15 de marzo de 1993 en Londres, Inglaterra) es un jugador de baloncesto británico. Con 2.03 de estatura, su puesto natural en la cancha es la de ala-pívot. Actualmente juega para el Leicester Riders de la liga BBL.

## Trayectoria
Es un jugador formado en Lehigh Mountain Hawks y tras no ser drafteado en 2016, daría el salto a Europa para jugar en las filas del Kolossos Rodou BC. En la 1º división griega promedió en 26 partidos jugados, 16 minutos, 5,5 puntos y 2,6 rebotes.
En agosto  de 2017 ficha por el Club Basquet Coruña.

## Selección
Ha sido un fijo en las selecciones de su país en categorías inferiores, habiendo estado en la U-16, U-18, U-20.

## Vida personal
Actualmente, Chuku hace videos (bajo el seudónimo Chewkz) en los que, representando situaciones cotidianas, explica las diferencias etre el inglés británico y estadounidense.